# Källunge församling
Källunge församling var en församling i Visby stift. Församlingen uppgick 2010 i Gothems församling.
Församlingskyrka var Källunge kyrka.

## Administrativ historik
Församlingen har medeltida ursprung.
Församlingen var till 1300-talet eget, därefter till 1962 moderförsamling i pastoratet Källunge och Vallstena som 1 maj 1932 utökades med Hejnums och Bäls församlingar. Från 1962 till 2010 var församlingen annexförsamling i pastoratet Gothem, Norrlanda, Källunge och Vallstena. År 2010 uppgick denna församling tillsammans med övriga i pastoratet i Gothems församling.
Församlingskod var 098023.